# Малая Куюргаза
Малая Куюргаза — река в России, протекает по Оренбургской области, Республике Башкортостан. Устье реки находится в 37 км от устья реки Большая Куюргаза по правому берегу. Длина реки составляет 46 км.
Основной приток — Салыръелга (левый, 18 км от устья).
Куюргаза- от башкирского «Көйөргәҙе»: «көйөр»- «ҡур»- родник (для сравнения Кургазак), «гәҙе»- от древнетюркского слова «угуз», «угеҙ»- река.

## Данные водного реестра
По данным государственного водного реестра России относится к Уральскому бассейновому округу, водохозяйственный участок реки — Сакмара от впадения реки Большой Ик и до устья. Речной бассейн реки — Урал (российская часть бассейна).
Код объекта в государственном водном реестре — 12010000712112200006961.